# Андранік Оганісян
Андранік Манукович Оганісян (нар. 13 червня 1968, Апаран (арм. Ապարան) Араґацо́тн область Вірменська РСР, СРСР) — громадський діяч, президент міжнародної громадської організації "Всесвітня вірменська діаспора" (з 29 жовтня 2010 року), почесний президент "Всесвітня федерація елітних боїв".

## Життєпис
Андранік Оганісян народився 13 червня 1968 року в місті Апаран, ВІрменія.
В 1986 році переїхав до Києва. 28 жовтня 2010-го стає президентом «Всесвітньої вірменської діаспори».
10 березня 2016 року Комітет Верховної Ради України з питань прав людини, національних меншин та міжнаціональних відносин спільно з Міжнародною громадською організацією «Всесвітня вірменська Діаспора» провів «круглий стіл» на тему формування та реалізації державної етнонаціональної політики в Україні.
У 2022 нагороджений Всесвітнім Орденом «Золотої Зірки Культурної дипломатії» у номінації «Діспоральна дипломатія».

## Благодійництво
У Києві 26 грудня 2018 року, в міжнародному центрі «Український дім» відбулася відкрита першість світу зі спортивного єдиноборства Elite Fight - переможцем турніру став представник міжнародної організації Всесвітня вірменська діаспора Гурген Ованян.
31 січня 2023 року президент «Всесвітньої вірменської діаспори» подарував Музею історії міста Києва картину всесвітньо відомого художника Місар, яка називається “Трійця”.

## Нагороди та відзнаки
2021 рік - лауреат відзнаки «За відповідальне батьківство»
22 лютого 2022 року президент «Всесвітньої вірменської діаспори» Андранік Оганісян нагороджений Всесвітнім Орденом Золотої Зірки «Культурної дипломатії» у номінації «Діспоральна дипломатія».

## Особисте життя

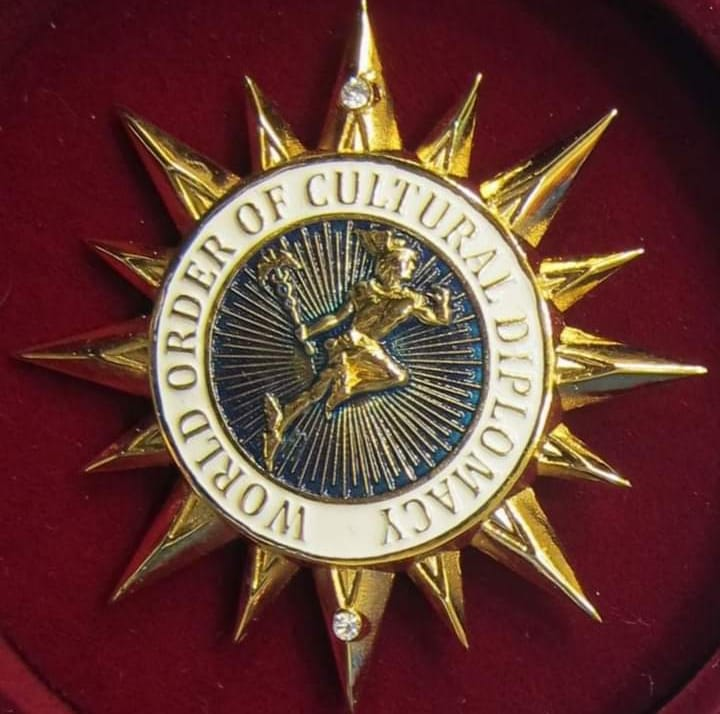
Всесвітній Орден «Золотої Зірки Культурної дипломатії»

Одружений, має двох дітей.